# La caffettiera del masochista
La caffettiera del masochista. Psicopatologia degli oggetti quotidiani (The Psychology of Everyday Things) è un saggio di psicologia applicata al disegno industriale di Donald Norman, pubblicato per la prima volta nel 1988 ritenuto un testo fondamentale sull'interazione uomo macchina.
Il saggio è stato ripubblicato in Italia in edizione riveduta e ampliata nel 2019 con un diverso sottotitolo: La caffettiera del masochista. Il design degli oggetti quotidiani
Il titolo in italiano si riferisce all'oggetto immaginato da Jacques Carelman e riprodotto nel suo Catalogo d'oggetti introvabili (Catalogue d'objets introuvables et cependant indispensables, 1969), la "Caffettiera per masochisti" appunto, che campeggia nella copertina del libro. Tale oggetto viene preso da Donald Norman nel suo saggio quale esempio di oggetto di uso quotidiano disegnato male, il cui utilizzo si rileva impossibile o frustrante.

## Contenuti
L'edizione del 2019 si compone di un'introduzione e di otto capitoli:
- Prefazione alla nuova edizione
- Cap. I Psicopatologia degli oggetti quotidiani
- Cap. II Psicologia delle azioni quotidiane
- Cap. III Conoscenza nella testa e conoscenza nel mondo
- Cap. IV Sapere cosa fare: vincoli, visibilità e feedback
- Cap. V Errore umano? No, cattiva progettazione
- Cap. VI Pensiero progettuale
- Cap. VII Il design nel mondo delle imprese

## Edizioni
- (EN) Donald Norman, The Design of Everyday Things, 1ª ed., Basic Books, 1988, ISBN 978-0-465-06710-7.
- Donald Norman, La caffettiera del masochista. Psicopatologia degli oggetti quotidiani, traduzione di Gabriele Noferi, Giunti, 1996, ISBN 9788809210271.
- Donald Norman, La caffettiera del masochista. Il design degli oggetti quotidiani, traduzione di Gabriele Noferi, Giunti, 2019, ISBN 9788809986862.
- (ES) Donald Norman, La psicología de los objetos cotidianos, traduzione di Fernando Santos Fontenla, 5ª ed., Nerea, 2010, ISBN 978-8415042013.